# جاي كاتس
جاي كاتس (بالألمانية: Jay Katz)‏ هو ضابط ألماني، ولد في 20 أكتوبر 1922 في تسفيكاو في ألمانيا، وتوفي في 17 نوفمبر 2008 في نيو هيفن في الولايات المتحدة.